# Rothaford Gray
Rothaford Gray – kanadyjski aktor filmowy i telewizyjny.

## Wybrana filmografia
- 1998: Czynnik PSI – Dan Pullman
- 1999: Odkupienie – dozorca
- 1999: Objawienie – Ron Spalding
- 1999: Exhibit A: Secrets of Forensic Science – Mac Gallien
- 2001: Mroczna dzielnica – Norris
- 2001: Łowcy skarbów –
  - Simon (odcinek 34),
  - agent FBI (odcinek 53)
- 2002: Tracker –
  - szeryf Dawson,
  - Dreakos
- 2002: Życie ulicy – strażnik
- 2002: Mutant X – treser
- 2003–2004: Dziwne przypadki w Blake Holsey High – trener Kennedy
- 2004: Ostateczna rozgrywka – Ed Grimes